# Provinsmesterskabsturneringen
Provinsmesterskabsturneringen i Fodbold var en årlig fodboldturnering spillet mellem 1913 og 1931 organiseret af Dansk Boldspil Union (DBU). Turneringen afgjorde mesterskabet mellem de fem regionale fodboldunioner udenfor København.

## Historie
De fem lokalunioner Bornholms Boldspil Union (BBU), Fyns Boldspil Union (FBU), Jydsk Boldspil Union (JBU), Lolland-Falster Boldspil Union (LFBU) og Sjællands Boldspil Union (SBU) organiserede fra og med 1902 deres egne regionale mesterskaber i de såkaldte mesterrækker. I 1912 besluttede DBU at skabe en egentlig turnering for de vindende klubber fra de fem lokalunioner - et slutspil om Provinsmesterskabet.
Fra 1913 til 1927 spillede vinderen af Provinsmesterskabsturneringen mod vinderen af A-rækken under Københavns Boldspil Union (KBU) i en finalekamp om det danske mesterskab, Landsfodboldturneringen. Turneringen blev dermed en forløber for til den landsdækkende Danmarksturneringen. Indtil 1912 regnedes vinderen af KBUs A-række ellers for dansk mester.
B 1901 blev vinder af den første turnering d. 8. juni 1913 med en finalesejr på 6-2 over FIF Hillerød på neutral bane. B 1901 tabte herefter med de samme cifre til KB i Idrætsparken i den første finale om Danmarksmesterskabet. Efterfølgende besluttede DBU, at vinderen af Provinsmesterskabet skulle møde nummer to fra A-rækken i Københavns Boldspil Union om en plads i DM-finalen. Den regel blev opgivet igen i 1918. Det lykkedes dog aldrig for vinderen af Provinsmesterskabsturneringen at besejre vinderen af KBUs mesterrække i finalen om det danske mesterskab.
Turneringen gav de første år DBU et økonomisk underskud på grund af rejseudgifterne til klubberne, så der var ikke råd til en pokal til vinderen af den første finale i 1913, ligesom Bornholms Boldspil Union var udelukket fra deltagelse i perioden 1914 til 1920.
Den mest succesfulde klub i turneringens 18 år lange historie var B 1901, der vandt i alt syv gange, og som deltog i alle sæsoner ved at vinde Lolland-Falster Boldspil Unions mesterrække.
Fra 1928 til 1931 var Provinsmesterskabsturneringen en turnering sideløbende med turneringen om Danmarksmesterskabet. Herefter blev turneringen aflyst, da der ikke længere var plads i turneringskalenderen.

## Finaler
Ved uafgjort efter ordinær spilletid, blev der spillet 2 x 15 minutter forlænget spilletid.
| 1912-13 | B 1901        | 6–2 [A]       | FIF Hillerød  | Ridemarken, Næstved               |            |            |
| 1913-14 | Vejle BK      | 2–1           | Rønne BK      | Idrætsparken, København           |            |            |
| 1914-15 | Annulleret    | Annulleret    | Annulleret    | Annulleret                        | Annulleret | Annulleret |
| 1915-16 | OB            | 2–0           | B 1901        | Munke Mose, Odense                |            |            |
| 1916-17 | B 1901        | 3–2           | OB            | Munke Mose, Odense                |            |            |
| 1917-18 | Randers Freja | 2–0           | FIF Hillerød  | Munke Mose, Odense                |            |            |
| 1918-19 | B 1901        | 4–1           | OB            | B 1901's Bane, Nykøbing Falster   |            |            |
| 1919-20 | B 1901        | 2–1           | Ringkøbing IF | Odense                            |            |            |
| 1920-21 | AGF           | 3–1 e.f.s.[B] | B 1901        | Odense                            |            |            |
| 1921-22 | B 1901        | 2–1           | Aarhus GF     | Odense                            |            |            |
| 1922-23 | AGF           | 3–0 e.f.s.[C] | FIF Hillerød  | Aarhus Idrætspark, Aarhus         |            |            |
| 1923-24 | B 1913        | 3–1           | B 1901        | Odense                            |            |            |
| 1924-25 | AGF           | 4–1           | B 1901        | Odense                            |            |            |
| 1925-26 | B 1901        | 7–3           | Horsens FS    | Odense                            |            |            |
| 1926-27 | Skovshoved IF | 3–2           | B 1909        | Skovshoved Idrætspark, Skovshoved |            |            |
| 1927-28 | AaB           | 8–2           | Skovshoved IF | Aalborg Stadion, Aalborg          |            |            |
| 1928-29 | B 1901        | 8–6           | AaB           | B 1909's Bane, Odense             |            |            |
| 1929-30 | B 1913        | 3–1           | FIF Hillerød  | B 1913's Bane, Odense             |            |            |
| 1930-31 | B 1909        | 3–2           | Helsingør IF  | Odense Idrætspark, Odense         |            |            |

1. ^ Kampen afbrudt efter 88 minutter, da bolden punkterede.[5]
2. ^ Ordinær kamp 1-1.
3. ^ Ordinær kamp 0-0.

## Præstationer

### Titler - hold
| Klub          | Union | Vinder | Finalist | Finaler i alt |
| ------------- | ----- | ------ | -------- | ------------- |
| B 1901        | LFBU  | 7      | 4        | 11            |
| AGF           | JBU   | 3      | 1        | 4             |
| B 1913        | FBU   | 2      | 0        | 2             |
| OB            | FBU   | 1      | 2        | 3             |
| B 1909        | FBU   | 1      | 1        | 2             |
| AaB           | JBU   | 1      | 1        | 2             |
| Skovshoved IF | SBU   | 1      | 1        | 2             |
| Vejle BK      | JBU   | 1      | 0        | 1             |
| Randers Freja | JBU   | 1      | 0        | 1             |
| FIF Hillerød  | SBU   | 0      | 4        | 4             |
| Helsingør IF  | SBU   | 0      | 1        | 1             |
| Horsens FS    | JBU   | 0      | 1        | 1             |
| Ringkøbing IF | JBU   | 0      | 1        | 1             |
| Rønne BK      | BBU   | 0      | 1        | 1             |

### Titler - lokalunion
| Union                          | Vinder | Finalist | Finaler i alt |
| ------------------------------ | ------ | -------- | ------------- |
| Lolland-Falster Boldspil Union | 7      | 4        | 11            |
| Jydsk Boldspil Union           | 6      | 4        | 10            |
| Fyns Boldspil Union            | 4      | 3        | 7             |
| Sjællands Boldspil Union       | 1      | 6        | 7             |
| Bornholms Boldspil Union       | 0      | 1        | 1             |